# 벨리키노브고로드
벨리키노브고로드(러시아어: Вели́кий Но́вгород, 문화어: 웰리끼노브고로드)는 러시아 노브고로드주의 주도이다. 러시아에서 가장 오래된 도시의 하나이며 인구는 216,856명(2002년)이다. "노브고로드"는 러시아어로 "새 도시"라는 뜻이며, "벨리키"는 크다는 뜻이다. 볼호프 하반에 위치하며 러시아 고대사(古代史)의 중요한 중심지이다. 질소비료, 금속가공, 선박수리, 목재가공, 식료품 등의 공업이 있다.

## 역사
처음 나타난 것은 859년인데, 발트해와 루스, 와랴크(바랑기아인의 나라), 노르드와 카스피해를 연결하는 중요한 위치에 있었다.
12세기 이후 노브고로드 공화국이 들어선 뒤 몽골의 간섭 하에서도 조공을 바쳐 독립을 관철하였으나, 1478년 모스크바 대공국에 병합되었고, 16세기 이후에는 아르한겔스크와 상트페테르부르크 항이 건설되면서 구 국제도시의 면모는 사라졌다.
1998년 공식적으로 도시 이름을 벨리키노브고로드로 바꾸었다.

## 산업
화학비료와 목공품을 생산하는 곳이며, 관광도시이기도 하다. 제2차 세계대전 후 역사적 건물은 거의 대부분 재건되었다. 유네스코의 세계유산으로 지정되었다.